# Ван ден Берг, Лодевейк
Ло́девейк ван ден Берг  (нидерл. Lodewijk van den Berg; 24 марта 1932, Sluiskil, Зеландия — 16 октября 2022, Ларго, Флорида) — американский астронавт, специалист по полезной нагрузке. Гражданин США с 1975 года. Участник одного полёта на «шаттле» — Челленджер — STS-51-B, провёл в космосе 7 суток 0 часов 9 минут 45 секунд.

## Биография

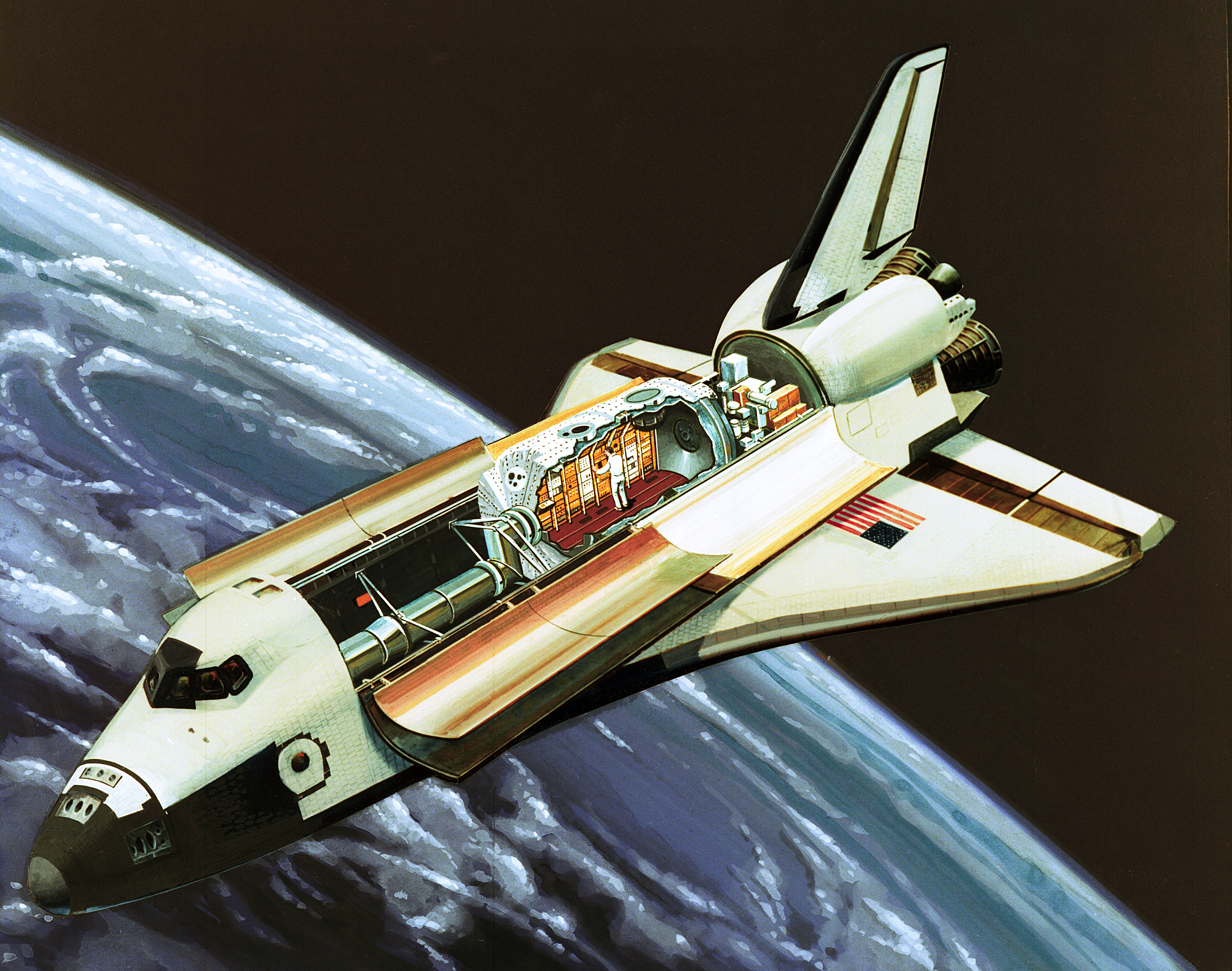
Спейслэб в грузовом отсеке Шаттла (в представлении художника). Показан интерьер.

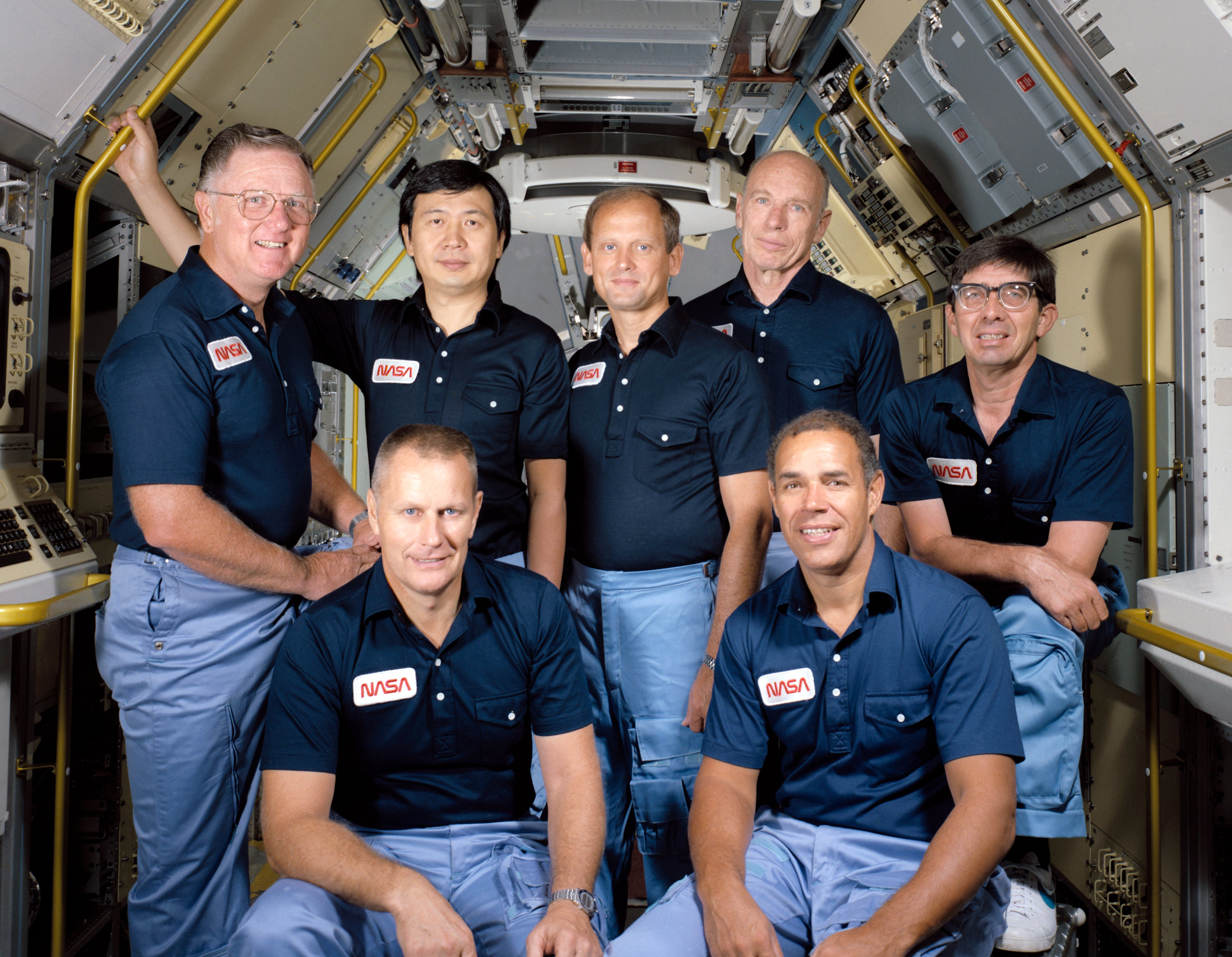
Экипаж шаттла «Челленджер». Ван ден Берг — во втором ряду, первый справа.

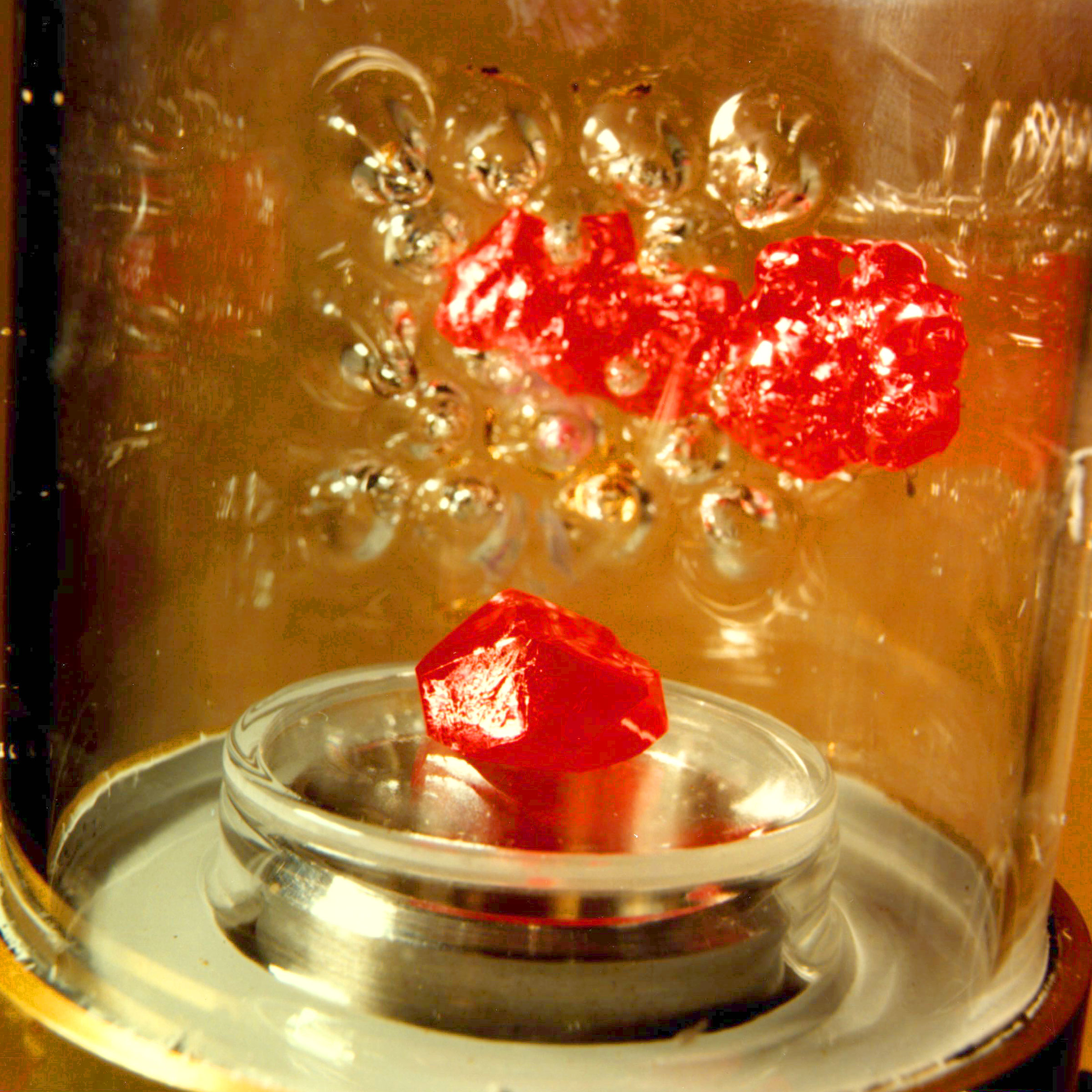
Кристалл в печи VCGS.

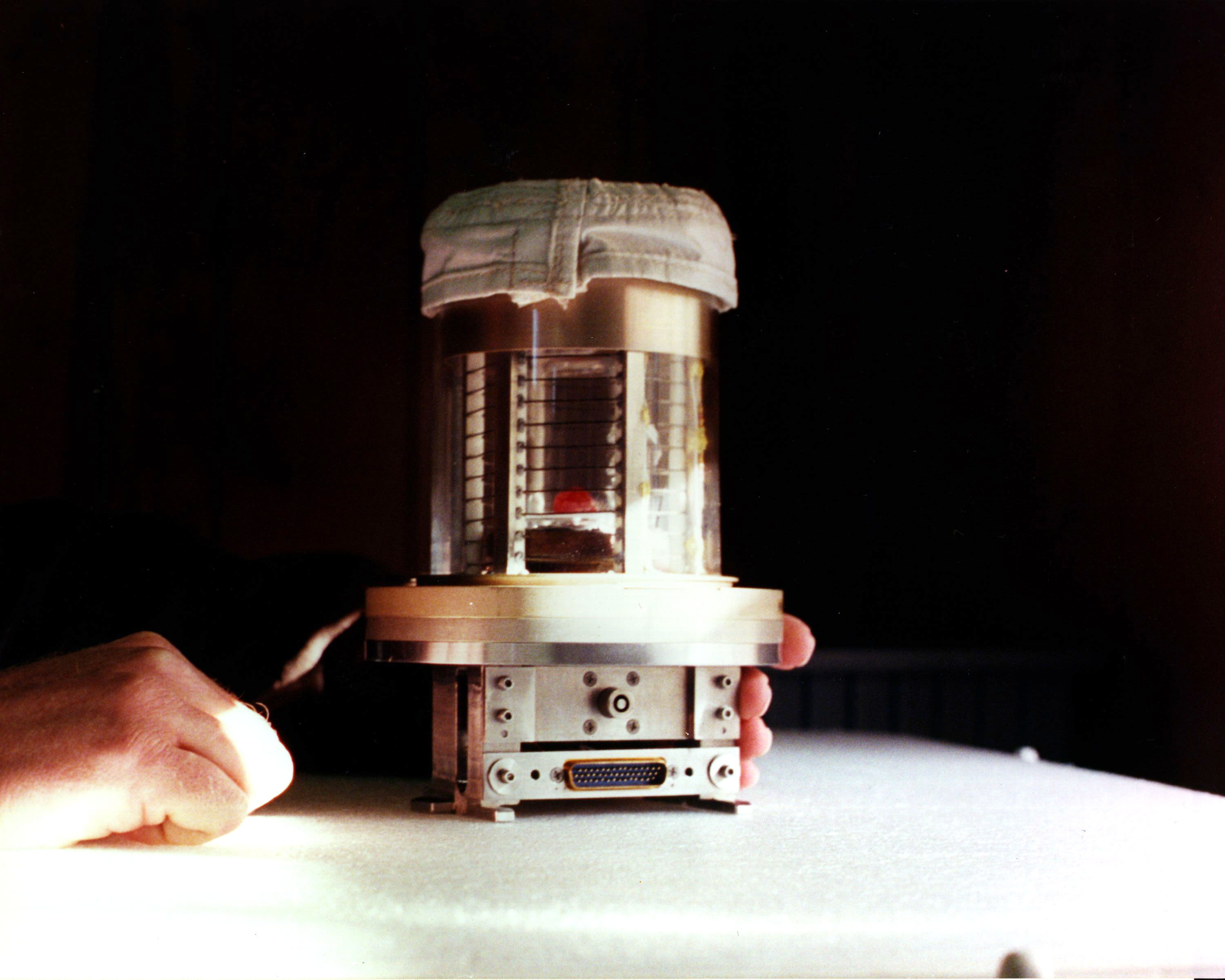
Эксперимент VCGS на STS-51-B.

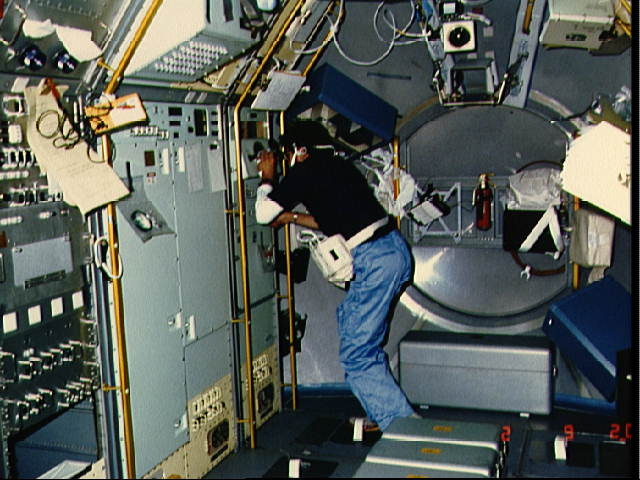
Ван ден Берг наблюдает за ростом кристаллов на борту Спейслэба.

Родился 24 марта 1932 года в городе Слёйскил, Нидерланды. Стал гражданином США в 1975 году.
Получил степень магистра (1961) по химическому машиностроению в Техническом университете в городе Делфт, в Нидерландах, а также степень магистра (1972) и доктора (1975) прикладных наук в Университете Делавэра.
Скончался 16 октября 2022 года.

## Космическая подготовка
- 1983 год, 5 июня — назван одним из 4 кандидатов в астронавты, которым предстояло начать непосредственную подготовку к полету по программе Спейслэб-3 («Spacelab-3»), запланированному на конец 1984 года. Приступил к подготовке к полету.
- 1984 год, лето — назначен одним из двух специалистов по полезной нагрузке в экипаж шаттла STS-51-B с лабораторией «Spacelab-3».

## Полёт в космос
Участвовал в полёте шаттла Челленджер по программе STS-51-B в качестве специалиста по полезной нагрузке с 29 апреля по 6 мая 1985 года. Продолжительность полета шаттла — 7 суток 0 часов 9 минут 45 секунд. Проводились эксперименты с лабораторией в рамках программы Спейслэб-3.

## Профессиональная деятельность
- 1975 год — работал инженером-химиком на заводе корпорации EG&G Energy Management Corp. (англ.) в городе Голита (англ., штат Калифорния), США.
- Основная специализация — процессы кристаллизации и выращивания монокристаллов. Стал одним из разработчиков эксперимента Vapor Crystal Growth System (VCGS) для лаборатории «Spacelab-3».
- Вскоре после полёта перешёл на работу в корпорацию Constellation Technology Corporation.

## В СМИ
В 2004 году нидерландская телепрограмма Netwerk (англ.) выпустила о Лодевейке короткометражный документальный фильм «Забытый астронавт».

## Семья
- Женат, имеет двоих детей.